# ロンドンデリーの歌
「ロンドンデリーの歌」（Londonderry Air）は、アイルランドの民謡である。イギリス領北アイルランドでは事実上の国歌としての扱いを受け、アイルランド移民の間でも人気が高い。世界で最も広く親しまれるアイルランド民謡の一つである。様々な歌詞によって歌われ、特に「ダニー・ボーイ」のタイトルのものが有名である。

## 曲の起源
曲のタイトルは北アイルランドの県の名に由来する。この曲はロンドンデリー県/デリー県リマヴァディのジェイン・ロスにより採譜された。彼女が聴いたのはタイトルも歌詞もない器楽曲としての演奏だったが、いつどこで誰から聴いたのかなどについて詳しいことはわかっていない。ロスはこれを音楽収集家のジョージ・ペトリに預け、この曲は彼の編纂による1855年発行の「The Ancient Music of Ireland（アイルランドの古代音楽）」に収録された。この書物には無名の曲としてリストされたが、「ロンドンデリーのジェイン・ロスの収集による」という註がつけられたため、この曲は「ロンドンデリーの歌」として知られることとなった。
この曲の起源についての詳細は長い間謎に包まれていた。というのもロス以外の収集家にはこのメロディーと出会った者がなく、知られている例はいずれもペトリの発表に由来するものだったからである。もう一つの謎はその音域の広さである。特に曲の終盤の旋律は極めて高い音域に遷移しており、この部分はプロの歌手にとっては聴かせどころとなっている一方で一般の人にはなかなか歌うのが難しくなっている。これは伝統的な民謡としては極めて異例なことである。
アン・ゲデス・ギルクリストは1934年の論文で、ロスが聴いたのはルバートのきつい演奏だったために、本来3拍子とするべきところを彼女が誤って4拍子として記譜してしまった可能性を示唆した。ギルクリストはさらに、この曲のリズムを3拍子として編曲し直すことによって本来のアイルランドの民謡に近い特徴を備えた音楽になると主張した。
1974年、ヒュー・シールズは「Aislean an Oigfear」（若者の夢）として知られる伝統的な曲のある特定のバージョンがギルクリストによる修正版に極めてよく似ていることに気がついた。シールズが示した「若者の夢」の版は1792年のベルファストのハープ音楽祭でハープ奏者のデニス・ヘンプソンが演奏したものをエドワード・バンティングが採譜し、1796年に発表したものである。ヘンプソンが暮らしたのはロスの家のあるリマヴァディから程近いマギリガンであり、彼はそこで1807年まで生きた。こうしたことから「ロンドンデリーの歌」は「若者の夢」のヴァリアントの一つなのであろうと考えられている。
ブライアン・オードリーは2000年に発表した論文の中で、「ロンドンデリーの歌」の高音域の部分はバンティングによって採譜された「若者の夢」のうち、手稿には記されているものの印刷された版では省かれてしまったリフレインに由来するものであることを示してみせた。彼は「若者の夢」の別の二つのヴァリアントにも「ロンドンデリーの歌」の高音域の部分とよく似たリフレインがあることを指摘している。
彼はまた、「若者の夢」のヴァリアントとして最初に歌詞をつけて歌われたのが「The Confession of Devorgilla」（デヴォージラの告白）であったことを突き止めた。この歌はエドワード・フィッツシモンズによって1814年に公刊された書物に収録されたものである。彼は「ロンドンデリーの歌」は元々「Oh Shrive Me Father」として知られていた、というロスの同時代人による証言があることを指摘している。このタイトルは「デヴォージラの告白」の最初の一行と一致することから同じ歌のことを指していると考えられる。またこの証言によるとこの歌はロンドンデリー県のみならずドニゴール県でもよく知られていたのだという。
オードリーは曲のリズムが三拍子から四拍子に変化した理由については奏者によるルバートや採譜したロスのミスではなく、こうした伝統音楽特有のダイナミズムによるものだろうと推論している。オリジナルの楽譜という概念自体が存在しない伝統音楽の世界では、奏者から奏者へと伝えられていくうちに曲の形が様々に変化していくのは普通のことだからである。

## 歌詞

### 「デヴォージラの告白」
「若者の夢」のヴァリアントの中で最初に歌詞をつけて歌われたのは「The Confession of Devorgilla（デヴォージラの告白）」だったと考えられる。この歌は最初の一行を取って「Oh Shrive Me Father（ああ、神父様、私の懺悔を聞いて下さい）」のタイトルでも知られる。
```
'Oh! shrive me, father - haste, haste, and shrive me,
'Ere sets yon dread and flaring sun;
'Its beams of peace, - nay, of sense, deprive me,
'Since yet the holy work's undone.'
The sage, the wand'rer's anguish balming,
Soothed her heart to rest once more;
And pardon's promise torture calming,
The Pilgrim told her sorrows o'er.

The charms that caus'd in life's young morning,
The woes the sad one had deplor'd,
Were now, alas! no more adorning,
The lips that pardon sweet implor'd:-
But oh! those eyes, so mildly beaming,
Once seen, not Saints could e'er forget! -
And soon the Father's tears were streaming,
When Devorgilla's gaze he met!

Gone, gone, was all the pride of beauty,
That scorn'd and broke the bridal vow,
And gave to passion all the duty
So bold a heart would e'er allow;
Yet all so humbly, all so mildly,
The weeping fair her fault confess'd,
Tho' youth had viewed her wand'ring wildly,
That age could ne'er deny her rest.

The tale of woe full sadly ended,
The word of peace the Father said,
While balmy tear-drops fast descended,
And droop'd the suppliant sinner's head.
The rose in gloom long drear and mourning,
Not welcomes more the sun's mild ray,
Than Breffni's Princess hail'd returning
The gleam of rest that shriving-day.
```

### 「私がお前の上で咲くリンゴの花だったなら」
ペトリによる出版後に最初にこの曲に歌詞をつけたのはアルフレッド・パーシヴァル・グレイヴズである。1870年代後半に作られた彼の詞は「Would I Were Erin's Apple Blossom o'er You（私がお前の上で咲くリンゴの花だったなら）」とタイトルがつけられた。グレイヴズは後に「…この歌詞は、私が思うには、あまりに教会音楽の型にはまりすぎている。だからこれは決して成功ではなかったと信じている」と語っている。
```
Would I were Erin's apple-blossom o'er you,
Or Erin's rose, in all its beauty blown,
To drop my richest petals down before you,
Within the garden where you walk alone;
In hope you'd turn and pluck a little posy,
With loving fingers through my foliage pressed,
And kiss it close and set it blushing rosy
To sigh out all its sweetness on your breast.

Would I might take a pigeon's flight towards you,
And perch beside your window-pane above,
And murmur how my heart of hearts it hoards you,
O hundred thousand treasures of my love;
In hope you'd stretch your slender hand and take me,
And smooth my wildly-fluttering wings to rest,
And lift me to your loving lips and make me
My bower of blisses in your loving breast.

And when the dew no longer pearls your roses,
Nor gems your footprint on the glittering lawn,
I'd follow you into the forest closes
In the fond image of your sportive fawn;
Till you should woo me 'neath the wavering cover
With coaxing call and friendly hands and eyes,
Where never yet a happy human lover
His head has pillowed—mine to emparadise.
```

### 「アイルランドの恋の歌」
キャサリン・タイナン・ヒンクソンは1894年に「Irish Love Song（アイルランドの恋の歌）」として歌詞をつけた。このメロディーはこの時初めて彼女によって「ロンドンデリーの歌」と呼ばれた。
```
Would God I were the tender apple blossom
That floats and falls from off the twisted bough
To lie and faint within your silken bosom
Within your silken bosom as that does now.
Or would I were a little burnish'd apple
For you to pluck me, gliding by so cold
While sun and shade you robe of lawn will dapple
Your robe of lawn, and you hair's spun gold.

Yea, would to God I were among the roses
That lean to kiss you as you float between
While on the lowest branch a bud uncloses
A bud uncloses, to touch you, queen.
Nay, since you will not love, would I were growing
A happy daisy, in the garden path
That so your silver foot might press me going
Might press me going even unto death.
```

### 「ダニー・ボーイ」
この曲につけられた歌詞として最も有名なのはイギリスの弁護士、フレデリック・エドワード・ウェザリーによる「Danny Boy（ダニー・ボーイ）」である。この歌詞は当初1910年に別の曲のために作られたものだったが、1913年にこの曲に合わせて作り直された。

### 賛美歌としての使用
多くの優れた民謡のメロディーと同じく、この曲も賛美歌として使用されている。最も有名な歌詞はウィリアム・ヤング・フラートンによる「I cannot tell（なぜかはわからないけど）」である。
```
I cannot tell why He Whom angels worship,
Should set His love upon the sons of men,
Or why, as Shepherd, He should seek the wanderers,
To bring them back, they know not how or when.
But this I know, that He was born of Mary
When Bethlehem’s manger was His only home,
And that He lived at Nazareth and laboured,
And so the Saviour, Saviour of the world is come.

I cannot tell how silently He suffered,
As with His peace He graced this place of tears,
Or how His heart upon the cross was broken,
The crown of pain to three and thirty years.
But this I know, He heals the brokenhearted,
And stays our sin, and calms our lurking fear,
And lifts the burden from the heavy laden,
For yet the Saviour, Saviour of the world is here.

I cannot tell how He will win the nations,
How He will claim His earthly heritage,
How satisfy the needs and aspirations
Of East and West, of sinner and of sage.
But this I know, all flesh shall see His glory,
And He shall reap the harvest He has sown,
And some glad day His sun shall shine in splendour
When He the Saviour, Saviour of the world is known.

I cannot tell how all the lands shall worship,
When, at His bidding, every storm is stilled,
Or who can say how great the jubilation
When all the hearts of men with love are filled.
But this I know, the skies will thrill with rapture,
And myriad, myriad human voices sing,
And earth to Heaven, and Heaven to earth, will answer:
At last the Saviour, Saviour of the world is King.
```

日本で讃美歌として歌われる歌詞には以下のものがある。
- この世のなみかぜさわぎ - 讃美歌第二編 157番。松平惟太郎が1955年に作詞し『古今聖歌集』(1959年)に収録[10]。
- たのしき学びの園より - 讃美歌第二編 229番。中田羽後の依頼を受けて服部嘉香が1935年に作詞し『聖歌』(1958年)に収録[11]。

### その他
- ゲール語学者でアイルランド古代文学者のオズボーン・バージンは1901年に「Maidin i mBéarra（ベイラの朝）」のタイトルでゲール語の歌詞をつけた。
- アメリカのゴスペル歌手、ドッティ・ランボーは「He looked beyond my fault（主は私の罪をみそなわす）」のタイトルで歌詞をつけてゴスペルとして歌った。
- ダイアナ元皇太子妃の葬儀では、ハワード・アーノルド・ウォルターの有名な聖詩「I would be true（私は真実である）」を歌詞としてウエストミンスター寺院聖歌隊により歌われた。
- オーストラリアの作曲家、パーシー・グレインジャーはこの曲の様々な編成による編曲版を残している。「Irish Tune from County Derry」（邦題は「デリー地方のアイルランド民謡」と表記するものが多く見受けられる）との曲名の吹奏楽版は広く知られ、演奏機会も多い。また、グレインジャーはヘンリー・ウッドの「イギリスの海の歌による幻想曲」を編曲したとき、原曲にはないこの旋律を登場させている。
- シークレット・ガーデンの楽曲「ユー・レイズ・ミー・アップ」は、当曲の旋律をベースに制作された。
- ベン・ジョンストンの弦楽四重奏曲第10番の最終楽章にそのまま出現、ただし純正律にもとづく本来の節を蘇生させている。
- 株式会社Z会の2014年に公開されたCMで、新海誠が監督を務めたアニメーション作品『クロスロード』の挿入歌としてやなぎなぎが「クロスロード」のタイトルで歌った。作詞は新海誠／AKI Oxford。
- 2009年、日本語の作詞を歌手の城南海、編曲を武部聡志が携わった楽曲「紅（くれない）」（アルバム『加那 - イトシキヒトヨ - 』に収録）がリリースされた。作詞を行った城南海自身が歌っている。